# 芙蓉镇站
芙蓉镇站位于中华人民共和国湖南省湘西州永顺县芙蓉镇朱家湾，是张吉怀高速铁路上的一座车站，2021年12月6日随张吉怀高速铁路开通而投入使用，由中国铁路广州局集团张家界车务段管辖。车站是张吉怀高铁沿线唯一以乡镇命名的车站，距芙蓉镇景区约2.5公里。

## 车站结构
芙蓉镇站站房总建筑面积7999平方米，候车室2000平方米，设2座站台及1座进出站地道。站房将古建筑文化与现代工艺相结合，充分体现“古镇风貌、世外桃源”的设计理念。